# منظمة الفضاء الوطنية (تايوان)
منظمة الفضاء الوطنية (بالصينية: 國家太空中心 والإنكليزية NSPO)، والمعروفة سابقا باسم «مكتب برامج الفضاء الوطني» هي وكالة الفضاء مدنية تايوانية تحت رعاية مجلس يوان التنفيذي للعلوم. وتشارك المنظمة في تطوير استكشاف الفضاء، وبناء وتنمية الأقمار الصناعية وكذلك التكنولوجيات ذات الصلة والبنية التحتية بما في ذلك سلسلة فورموسات للأقمار الصناعية والبحوث في هندسة الطيران، الاستشعار عن بعد، الفيزياء الفلكية، علوم الغلاف الجوي، علم المعلومات، أسلحة الفضاء والدفاع عن الأمن القومي في جمهورية الصين.
يقع مقر المنظمة ومحطة المراقبة الأرضية الرئيسية في سين شو، تايوان.

## برامج الصواريخ
طورت بإمكانيات تايوانية عدد من صواريخ الإطلاق التي تضع أقمار مدارية أساس صاروخ أرض جو من نوع قوس السماء 2. تم إطلاق سبعة حتى عام 2010.
| المهمة    | التاريخ           | الحمولة                             | النتيجة                                 |
| --------- | ----------------- | ----------------------------------- | --------------------------------------- |
| أس أر - 1 | ديسمبر 15, 1998   | من دون حمولة                        | تجربة ناجحة أولى.                       |
| أس أر - 2 | أكتوبر 24, 2001   | المينيوم ثلاثي الميثيل              | فشل إطلاق المرحلة الثانية. العملية فشلت |
| أس أر - 3 | ديسمبر 24, 2003   | المينيوم ثلاثي الميثيل (TMA)        | نجاح المهمة                             |
| أس أر - 4 | December 14, 2004 | مقياس ضوء لمعان جو، مستقبل جي بي أس | نجاح المهمة                             |
| أس أر - 5 | يناير 15, 2006    | مسبار أيوني                         | نجاح المهمة                             |
| أس أر - 7 | مايو 10, 2010     | مسبار أيوني                         | نجاح المهمة                             |